# Elachista leucosyrma
Elachista leucosyrma är en fjärilsart som beskrevs av Edward Meyrick, 1932. Elachista leucosyrma ingår i släktet Elachista och familjen gräsmalar, Elachistidae. Inga underarter finns listade i Catalogue of Life.